# Morgan Wade
Morgan Wade (13 de julio de 1983) es un deportista estadounidense que compite en ciclismo en la modalidad de BMX estilo libre. Consiguió diez medallas en los X Games.

## Medallero internacional
| \| X Games de Verano \| X Games de Verano \| X Games de Verano \| X Games de Verano \| \| Año \| Lugar \| Medalla \| Prueba \| \| ----------------- \| ---------------------------- \| ----------------- \| ----------------- \| \| 2006 \| Los Ángeles (Estados Unidos) \| Medalla de plata \| Parque \| \| 2013 \| Foz do Iguaçu (Brasil) \| Medalla de bronce \| Big air \| \| 2013 \| Múnich (Alemania) \| Medalla de plata \| Big air \| \| 2013 \| Los Ángeles (Estados Unidos) \| Medalla de oro \| Big air \| \| 2014 \| Austin (Estados Unidos) \| Medalla de plata \| Big air \| \| 2015 \| Austin (Estados Unidos) \| Medalla de oro \| Big air doble \| \| 2015 \| Austin (Estados Unidos) \| Medalla de plata \| Big air \| \| 2018 \| Mineápolis (Estados Unidos) \| Medalla de plata \| Big air \| \| 2019 \| Mineápolis (Estados Unidos) \| Medalla de plata \| Big air \| \| 2023 \| California (Estados Unidos) \| Medalla de plata \| Megaparque \| |                              |                   |               |
| X Games de Verano |                              |                   |               |
| Año | Lugar                        | Medalla           | Prueba        |
| 2006 | Los Ángeles (Estados Unidos) | Medalla de plata  | Parque        |
| 2013 | Foz do Iguaçu (Brasil)       | Medalla de bronce | Big air       |
| 2013 | Múnich (Alemania)            | Medalla de plata  | Big air       |
| 2013 | Los Ángeles (Estados Unidos) | Medalla de oro    | Big air       |
| 2014 | Austin (Estados Unidos)      | Medalla de plata  | Big air       |
| 2015 | Austin (Estados Unidos)      | Medalla de oro    | Big air doble |
| 2015 | Austin (Estados Unidos)      | Medalla de plata  | Big air       |
| 2018 | Mineápolis (Estados Unidos)  | Medalla de plata  | Big air       |
| 2019 | Mineápolis (Estados Unidos)  | Medalla de plata  | Big air       |
| 2023 | California (Estados Unidos)  | Medalla de plata  | Megaparque    |